# Errett P. Scrivner

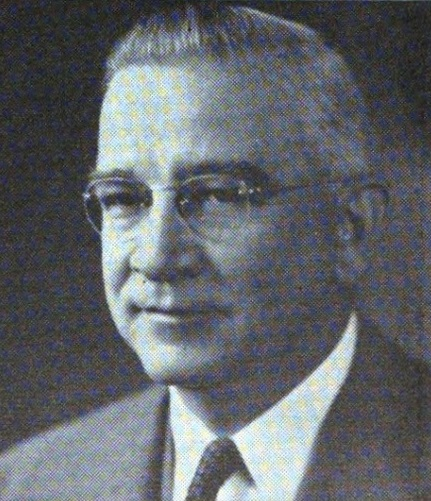
Errett P. Scrivner (1955)

Errett Power Scrivner (* 20. März 1898 in Newton, Kansas; † 5. Mai 1978 in Cocoa Beach, Florida) war ein US-amerikanischer Politiker. Zwischen 1943 und 1959 vertrat er den zweiten Wahlbezirk des Bundesstaates Kansas im US-Repräsentantenhaus.

## Werdegang
Errett Scrivner besuchte die öffentlichen Schulen seiner Heimat und die Manual Training High School in Kansas City (Missouri). Während des Ersten Weltkrieges war er als Soldat der US Army im Kriegseinsatz. Für seine militärischen Leistungen wurden er mit mehreren Orden ausgezeichnet. Nach dem Krieg setzte er seine Ausbildung mit einem Jurastudium an der University of Kansas in Lawrence fort. Nach seiner im Jahr 1925 erfolgten Zulassung als Rechtsanwalt begann er in Kansas City (Kansas) in seinem neuen Beruf zu arbeiten.
Politisch war Scrivner Mitglied der Republikanischen Partei. Nach dem Tod des Kongressabgeordneten U. S. Guyer wurde er im Jahr 1943 bei der fälligen Nachwahl zu dessen Nachfolger im US-Repräsentantenhaus gewählt. Nachdem er die sieben folgenden regulären Wahlen ebenfalls gewonnen hatte, konnte er zwischen dem 14. September 1943 und dem 3. Januar 1959 im Kongress verbleiben. Dort erlebte er das Ende des Zweiten Weltkrieges und den Koreakrieg. Bei den Wahlen des Jahres 1958 unterlag er dem Demokraten Newell A. George.
Zwischen Januar 1959 und März 1960 arbeitete Scrivner in der Haushaltsabteilung des US-Verteidigungsministeriums. Vom 7. März 1960 bis zum 20. Januar 1961, dem Ende der Regierungszeit von Präsident Dwight D. Eisenhower, war er als Abteilungsleiter für Öffentlichkeitsarbeit in dieser Behörde tätig. Später zog er nach Cocoa Beach in Florida, wo er im Jahr 1970 in der städtischen Verwaltung angestellt war. In dieser Stadt ist Errett Scrivner 1978 auch verstorben.